# Аныб (село)
Аны́б — село в Усть-Куломском районе Республики Коми. Административный центр сельского поселения Аныб.
Расположено у левого берега Вычегды в 40 км к северо-западу от Усть-Кулома и в 118 км к востоку от Сыктывкара.
Вдоль левого берега Вычегды через село проходит тупиковая автодорога от Усть-Кулома к сёлам Керес и Уръёль. Имеется понтонный мост на правый берег (к автодороге на Сыктывкар) в 6 км к западу от села. 
Село названо по реке Аныб, впадающей в Вычегду в 2 км к востоку от села.
| 2010 |
| ---- |
| 204  |

## История
В 1663 году поселились первые жители: выходцы из села Зеленец Матвей Савельевич Завьялов, Яков и Павел Ефремовичи Казариновы и Мартын Пименов.
В 1855 году построена деревянная церковь с двумя приделами, в 1895 было завершено строительство каменной церкви. 
Число дворов в разные годы:
- 1678 — 3 двора
- 1859 — 49 дворов, 337 жителей
- 1916 — 151 двор, 830 жителей
- 1926 — 203 двора, 879 жителей[2].

В декабре 1919г. во время разведки в селе Аныб белогвардейцами была схвачена героиня гражданской войны Домна Каликова. 
В 1929г. был создан первый колхоз имени Литвинова (председатель Пахомов А.). Объединились 55 хозяйств. В 1933г. образовался колхоз «Добровольный»
В 1993 году в центре села поставлен обелиск с именами погибших в Великой Отечественной войне. 
в 2017 году вблизи села был установлен понтонный мост через реку Вычегду, заменивший паромную переправу.
.